# Concile de Paris (1429)
Pour les articles homonymes, voir Concile de Paris.
Le concile de Paris de 1429 est un concile visant à mettre fin à plusieurs abus dans la discipline de l’Église.